# Orches
Orches és un municipi francès situat al departament de la Viena i a la regió de la Nova Aquitània. L'any 2007 tenia 410 habitants.

## Demografia

### Població
El 2007 la població de fet d'Orches era de 410 persones. Hi havia 158 famílies de les quals 28 eren unipersonals (12 homes vivint sols i 16 dones vivint soles), 57 parelles sense fills, 61 parelles amb fills i 12 famílies monoparentals amb fills.
La població ha evolucionat segons el següent gràfic:
Habitants censats

### Habitatges
El 2007 hi havia 217 habitatges, 161 eren l'habitatge principal de la família, 33 eren segones residències i 22 estaven desocupats. 213 eren cases i 4 eren apartaments. Dels 161 habitatges principals, 125 estaven ocupats pels seus propietaris, 35 estaven llogats i ocupats pels llogaters i 2 estaven cedits a títol gratuït; 3 tenien una cambra, 13 en tenien dues, 29 en tenien tres, 51 en tenien quatre i 65 en tenien cinc o més. 120 habitatges disposaven pel capbaix d'una plaça de pàrquing. A 59 habitatges hi havia un automòbil i a 92 n'hi havia dos o més.

### Piràmide de població
La piràmide de població per edats i sexe el 2009 era:
| Homes | Edats   | Dones |
| ----- | ------- | ----- |
| 0     | 95 o +  | 0     |
| 0     | 90 a 94 | 4     |
| 4     | 85 a 89 | 0     |
| 0     | 80 a 84 | 4     |
| 12    | 75 a 79 | 4     |
| 12    | 70 a 74 | 12    |
| 16    | 65 a 69 | 20    |
| 4     | 60 a 64 | 12    |
| 4     | 55 a 59 | 4     |
| 16    | 50 a 54 | 12    |
| 4     | 45 a 49 | 8     |
| 16    | 40 a 44 | 4     |
| 20    | 35 a 39 | 20    |
| 16    | 30 a 34 | 12    |
| 4     | 25 a 29 | 20    |
| 8     | 20 a 24 | 12    |
| 8     | 15 a 19 | 8     |
| 12    | 10 a 14 | 8     |
| 0     | 5 a 9   | 16    |
| 12    | 0 a 4   | 4     |

## Economia
El 2007 la població en edat de treballar era de 246 persones, 176 eren actives i 70 eren inactives. De les 176 persones actives 155 estaven ocupades (93 homes i 62 dones) i 20 estaven aturades (5 homes i 15 dones). De les 70 persones inactives 21 estaven jubilades, 19 estaven estudiant i 30 estaven classificades com a «altres inactius».

### Ingressos
El 2009 a Orches hi havia 163 unitats fiscals que integraven 410 persones, la mediana anual d'ingressos fiscals per persona era de 16.526 €.

### Activitats econòmiques
Dels 10  establiments que hi havia el 2007, 1 era d'una empresa de fabricació d'altres productes industrials, 3 d'empreses de construcció, 3 d'empreses de comerç i reparació d'automòbils, 2 d'empreses d'hostatgeria i restauració i 1 d'una empresa de serveis.
Dels 5 establiments de servei als particulars que hi havia el 2009, 1 era un paleta, 1 fusteria, 1 electricista i 2 restaurants.
L'any 2000 a Orches hi havia 19 explotacions agrícoles que ocupaven un total de 1.269 hectàrees.

## Equipaments sanitaris i escolars
El 2009 hi havia una escola maternal integrada dins d'un grup escolar amb les comunes properes formant una escola dispersa.

## Poblacions més properes
El següent diagrama mostra les poblacions més properes.